# Lithostege pax
Lithostege pax là một loài bướm đêm trong họ Geometridae.